# Ephippianthus
Ephippianthus – rodzaj roślin z rodziny storczykowatych (Orchidaceae). Obejmuje 2 gatunki występujące w Azji w Japonii, na Kurylach, w Kraju Chabarowskim, Kraju Nadmorskim i na wyspie Sachalin.

## Systematyka
Rodzaj sklasyfikowany do plemienia Calypsoeae, podrodzina epidendronowe (Epidendroideae), rodzina storczykowate (Orchidaceae), rząd szparagowce (Asparagales) w obrębie roślin jednoliściennych.
Wykaz gatunków
- Ephippianthus sachalinensis Rchb.f.
- Ephippianthus sawadanus (Maek.) Ohwi